# Sweet Tooth
Sweet Tooth è una serie a fumetti creata dall'autore canadese Jeff Lemire, che ne realizza sia i testi che i disegni. Viene pubblicata tra il 2009 e il 2012 dalla casa editrice statunitense DC Comics per l'etichetta Vertigo.
La storia ricorda romanzi quali La strada e L'ombra dello scorpione, presentandoci una nuova visione post-apocalittica del mondo, attraverso la quale l'autore sottolinea il contrasto tra innocenza e crudeltà ed esalta valori quali l'amicizia e la speranza, prerogative fondamentali per superare i giorni più oscuri.
A maggio 2020 la piattaforma streaming a pagamento Netflix annuncia di aver ordinato la produzione di un adattamento dell'opera in serie televisiva da offrire in esclusiva ai suoi abbonati. Nello stesso mese (il 12 maggio), Lemire annuncia con un tweet che è al lavoro su un sequel a fumetti dal titolo (provvisorio) Sweet Tooth: The Return. La première della serie tv è il 4 giugno 2021.

## Trama
La serie è suddivisa in sei archi narrativi raccolti in altrettanti volumi brossurati (o Trade Paperback).

### Fuori dai guai
La storia comincia circa sette anni dopo una pandemia denominata l'Afflizione la quale ha ucciso miliardi di persone con il conseguente collasso della società e delle istituzioni. Da allora sono comparsi dei bambini appartenenti ad una nuova razza ibrida in parte umana e in parte animale. Gus è uno di questi bambini, vive con il padre che lo obbliga ad una vita da recluso nei boschi del Nebraska (all'interno di un parco naturale nazionale).

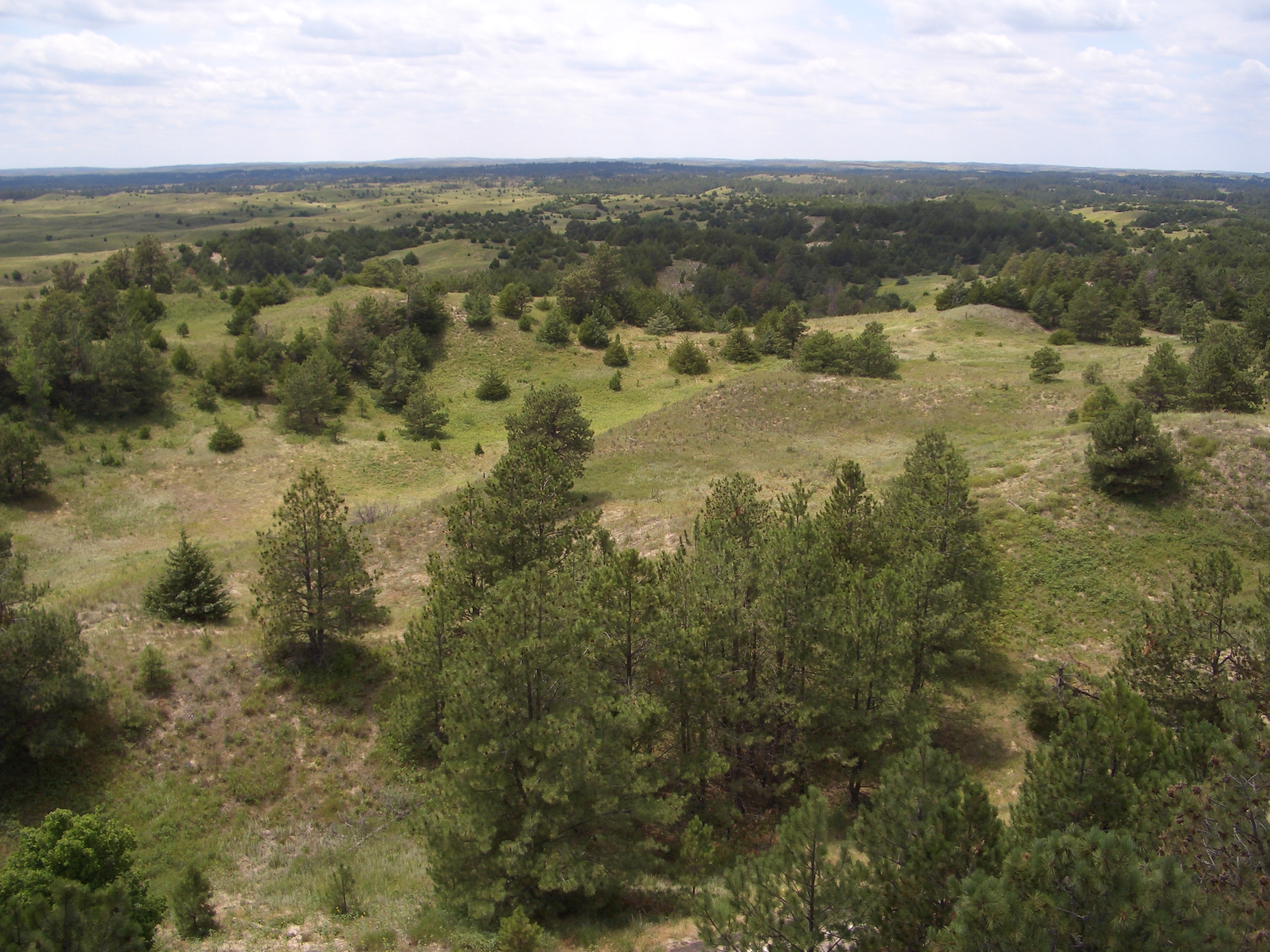
Immagine della Nebraska National Forest, Parco Nazionale dove (probabilmente) si trova il capanno in cui Gus è stato portato e cresciuto (foto del 2007).

Pare che non abbia mai incontrato altri uomini in quanto il genitore lo tiene nascosto da quando è nato mentre la madre è morta da tempo. Il motivo di questo isolamento risiede nel fatto che questa nuova razza ibrida viene cacciata e ognuno di questi bambini ha una taglia sulla testa, a ciò si aggiunge il timore del padre di non saper proteggere il figlio in un mondo ormai privo di regole e governato dalla legge del più forte. Dopo la morte del padre, Gus rimane solo ed incuriosito da cosa possa esistere al di là della riserva lo porta ad essere braccato da dei cacciatori che lo voglio catturare. Fortunatamente viene salvato da un uomo di nome Jepperd che gli promette di portarlo in salvo in un luogo chiamato La Riserva, dove si trovano diversi bambini come lui. L'uomo sembra voler realmente aiutare il giovane rimanendo anch'esso ferito affrontando una banda di uomini mascherati armati con mazze chiodate. Una volta arrivati alla Riserva Gus si trova di fronte ad un insieme di baracche circondate da una recinzione e custodite da uomini armati. Jepperd lo lascia in questa nuova prigione in cambio di una ricompensa e lo abbandona.

### In cattività

Gus prigioniero della Riserva insieme ad altri bambini ibridi, tra cui Bello, Wendy e Bobby. Copertina del volume "Vertigo Hits - Sweet Tooth TP 2", di Jeff Lemire. Edizione italiana RW-Lion (2013).

Gus si ritrova prigioniero insieme ad altri bambini ibridi mezzi-animali trattati come bestie ed utilizzati come cavie da laboratorio. Di questi giovani ci sono ad esempio un bambino in parte felino, uno in parte cavallo, uno in parte maiale, uno in parte cane e un altro ancora indecifrabile. Non tutti però riescono a parlare o dimostrano processi di ragionamento tipici della mente umana. Gus ha quindi difficoltà a comunicare con loro, ma quasi immediatamente viene prelevato per essere portato in un laboratorio gestito dal Dottor Singh. Questo medico studia la malattia che ha decimato l'umanità, la chiama H5-G9 compiendo degli esperimenti disumani e spesso mortali sui soggetti ibridi in quanto sostiene la correlazione tra la malattia e i bambini, ipotizzando che il contagio in questi durante la fase fetale abbia promosso un mutazione genica rendendoli anche immuni.Conducendo degli esperimenti con Gus, lo scienziato compie però un'incredibile scoperta in quanto il bambino-ibrido ha nove anni ed è quindi nato prima dell'Afflizione (scoppiata otto anni addietro), inoltre non avendo l'ombelico, suppone sia segno del fatto che sia stato concepito in laboratorio. Singh decide di sottoporlo all'ipnosi per saperne di più sul suo passato e scopre la località dove viveva con il presunto padre. Una volta arrivato sul posto con gli uomini della milizia, profana la tomba della madre del bambino scoprendo che è in realtà è vuota e racchiude invece dei documenti governativi sull'identità dell'uomo che ha cresciuto Gus e le indicazioni di una base segreta per la ricerca militare in Alaska, probabilmente il luogo d'origine degli ibridi e quindi della piaga.

### Eserciti animali
Gus cerca di evadere insieme ad altri ibridi come lui grazie all'aiuto di un secondino di nome Johnny, fratello del capo della milizia Abbott. Il piano di fuga non funziona e vengono ripresi, nel frattempo Jeppard, pentitosi di come ha agito dopo la morte di Louise, vuole tornare al campo per liberare Gus. Per poterlo fare si rivolge ad un gruppo di mercenari capitanati da Glebhelm, un fanatico la cui moglie ha partorito 5 figli ibridi umano-canini. L'uomo è convinto che la razza ibrida erediterà la terra dopo l'estinzione degli umani non immuni all'Afflizione, decide di aiutare Jeppard nell'attacco alla milizia di Abbott, responsabile di tenere gli ibridi in cattività. La battaglia che ne seguirà sarà sanguinaria, portando molte perdite in entrambi gli schieramenti. Jeppard riesce a salvare Gus e altri due bambini ibridi tra cui quello che verrà poi a scoprire essere il suo stesso figlio. L'uomo spiega che in passato sua moglie era stata portata alla Riserva per partorire senza che lui fosse presente. Jepperd arrivato dopo la nascita si sentì dire da Abbot che sia il bambino sia la madre erano morti durante il parto. Jepperd nonostante la rivelazione straziante decide di risparmiare il Dr Singh in quanto gli rivela ciò che ha scoperto sulla base in Alaska e la possibile cura per l'umanità. Ora vuole dedicarsi ad un obiettivo che possa salvare le persone e redimerlo agli occhi di Gus e di tutti coloro che ha fatto soffrire. Si crea un piccolo gruppo formato dagli ibridi salvati: Gus, Bobby (un bambino-marmotta) e Wendy (una bambina-suino), lo scienziato (Sigh), Jeppard, e da due donne Lucy e Becky che in passato lo aiutarono. Si mettono dunque in marcia diretti verso l'Alaska.

### Specie in pericolo

Copertina del volume "Vertigo Hits - Sweet Tooth TP 4: Specie in pericolo", di Jeff Lemire. Edizione italiana RW-Lion (2014).

Il gruppo, lungo il cammino, si imbatte in un centro commerciale, vi trovano ancora attrezzatura per il campeggio e qualche abito nuovo per i tre bambini ibridi. Successivamente si spostano in un bosco dove decidono di accamparsi per passare la notte. All'indomani Lucy, Becky e Wendy decidono di perlustrare il posto senza avvertire Jepperd. Presto perdono l'orientamento finendo in una trappola a rete. Vengono liberate le libera un uomo storpio che cammina con l'aiuto di due stampelle, dice di chiamarsi Walter Fish. Sostiene che non è stato lui a mettere la trappola ma un gruppo di criminali capitanati da un certo Haggarty. Siccome si avvicina il tramonto le invita a passare la notte nel suo rifugio, che risulta essere un enorme impianto autosufficiente costruito all'interno di una diga da un gruppo ecologista prima dell'epidemia. Vi sono enormi serre con frutta e verdura, elettricità e riscaldamento sostenuti dalla riserva di energia elettrica della diga. Afferma di essere arrivato qui con la sua famiglia trovando l'entrata per il bunker aperta e senza nessuno all'interno. Di conseguenza si sono nascosti in quel luogo portando avanti le coltivazioni ma 4 anni fa sua moglie e le sue due figlie sono morte per l'epidemia. Mentre Jepperd e Gus stanno cercando Lucy, Becky e Wendy, si imbattono in un orso inferocito che li attacca. Per salvare il ragazzo, Jepperd si scaglia contro la bestia e rimane ferito in volto ma la sua determinazione nel proteggere Gus lo portano a prevalere. Il rischio corso dimostra quanto lui ci tenga a Gus e tra i due vi è un momento di riconciliazione, si forma un legame ancora più forte. Dopo la disavventura trovano delle tracce che li conducono alla diga dove si trova il rifugio di Fish. Vengono accolti ma devono subito recarsi a recuperare Johnny e Sigh alle tende. Quando arrivano, i due si ritrovano circondati da un gruppo di uomini armati su delle moto slitte. Lucy e Jepperd eliminano tutti gli assalitori anche dietro la spinta di Fish che sostiene siano il gruppo di criminali pericolosi di cui ha parlato. Una volta tornati alla Diga, Jepperd mostra più volte dei dubbi sulla sincerità di Fish ed inoltre è d'accordo con il Dottor Sigh: bisogna muoversi verso l'Alaska e seguire le indicazioni degli scritti di Richard Fox (il presunto padre di Gus). Sigh, inoltre, è ammaliato da ciò che vi è scritto anche se i testi sono intrisi di significati religiosi e interpretazioni misticiste sulle cause dell'epidemia. Il dottore, ormai convinto degli scritti, inizia a teorizzare che il pericoloso Demone Bianco, citato dai libri, sia lo stesso Jepperd. Nonostante questo deve far affidamento su di lui per rimettersi in viaggio con Gus. Lucy e Becky decidono di rimanere alla diga insieme agli altri due bambini ibridi, in quel luogo si sentono al sicuro.

### Habitat innaturali
Al di fuori della Diga Jepperd, Sigh e Gus seguono le tracce di veicoli e motoslitte che li portano al rifugio dove si trova il gruppo di Haggarty, con l'obbiettivo di sottrargli un veicolo e delle armi. Qui scoprono però la verità sull'identità di Walter Fish in quanto è lui Haggarty mentre loro sono il team originale responsabile del Progetto Evergreen alla Diga. Haggarty è un uomo che hanno accolto durante l'epidemia ma questi si è rivelato un criminale che ha ucciso di sorpresa parte del gruppo e chiuso fuori dalla struttura il resto. Il fondatore Walter è stato ucciso mentre sua figlia e la moglie sono state trattenute come prigioniere all'interno della Diga e la loro fine è ignota. Jepperd decide di andare in soccorso delle loro compagne rimaste in quel luogo. Preso dalla preoccupazione perde il controllo della jeep datagli dal gruppo di Evergreen, il veicolo si capotta slittando sul ghiaccio. In suo aiuto arriva fortunatamente un uomo che lo estrae ormai privo di sensi dalla vettura. Il soccorritore è un ex-giocatore di Hockey su ghiaccio di nome Jacobs e riconosce Jepperd in quanto anche lui è stato un praticante di questa disciplina dal 2001 al 2009, come ala sinistra dei Minnesota Wildcats. Quando i due arrivano alla Diga la situazione è già stata risolta, Gus è già arrivato sul posto ed ha aiutato Johnny, Bobby e Wendy ad avere la meglio su Haggarty che stava per abusare della giovane Becky. Jepperd apprende però un'amara verità, Lucy (di cui si era innamorato) ha contratto la malattia e sta ormai morendo. Si rammarica di non aver passato più tempo con lei, ma la donna lo sprona ad andare avanti e a prendersi cura dei loro compagni. Gus non ha voluto uccidere Haggarty a sangue freddo ma è stato abbandonato ferito e claudicante al di fuori della Diga mentre imperversa l'inverno.

### Caccia grossa
Dopo aver seppellito Lucy, Jepperd e Gus decidono di partire in ogni caso per l'Alaska e a loro si unisce Becky, Wendy, Jacobs e un ragazzo-uccello che vive con lui. Johnny opta invece per rimanere alla Diga con Bobby unendosi ai sopravvissuti del Progetto Evergreen. Pensa così di poter condurre una vita più tranquilla e al sicuro ma dopo poco tempo dalla partenza di Jepperd e del suo gruppo, arriva Abbott e alcuni soldati della milizia. Li ha rintracciati grazie ai cani-ibridi e fa saltare la porta della struttura con dell'esplosivo. Una volta all'interno uccide tutti tranne suo fratello Johnny dal quale vuole estorcere informazioni sulla destinazione di Jepperd e Gus. Johnny non parla pensando che il fratello, che lo ha sempre protetto, non gli farà del male ma Abbott è ormai stufo delle continue lamentale e debolezze di Johnny quindi lo uccide. Nella struttura i cani-ibridi scovano Bobby che spaventato rivela la destinazione di Gus.

Mappa del Nord America: la regione rossa è l'Alaska, stato d'origine di Gus. Qui ha sede Fort Smith e la sacra caverna con le tombe degli antichi Dei.

Quando Jepperd e il suo gruppo arrivano a Fort Smith in Alaska, il dottor Singh è già sopraggiunto da diversi giorni e ha trovato la struttura abbandonata. Ne ha però capito gli esperimenti anche alla luce della Bibbia scritta dal padre di Gus, Fox (o Faunin) e dal fortunoso ritrovamento del diario del Dottor James Thacker (1917). Trova diverse incubatrici rotte e degli esperimenti di clonazione condotti sui resti di quelli che Thacker indicava essere i resti di antichi Dei dalla forma di animali antropomorfi. L'intero Forth Smith è stato costruito sopra quelle caverne sacre e inviolabili e Gus è nato in un'incubatrice frutto di ingegneria genetica. Lo scopo iniziale era quello di creare dei super soldati fondendo DNA umano a quello di esseri adorati in tempi remoti come Dei. Il risultato è però stato l'arrivo dell'epidemia. Thacker, durante la spedizione dei primi del novecento, era riuscito a sventarla uccidendo il bambino-cervo nato dopo che lui aveva violato la Sacra Caverna dove riposavano le antiche divinità. Il prezzo era però stato la vita di tutti gli inuit che vi abitavano vicino e quello dell'equipaggio della sua nave. Il suo diario era però sopraggiunto ai giorni nostri ma la bramosia e ambizione dell'uomo non ha voluto tener conto degli insegnamenti della sua storia. Nel laboratorio delle incubatrici, Gus vede su dei lettini gli anomali scheletri di essere in parte umanoidi in parte animali, uno di questi ha le corna di cervo come lui. Sigh lo indica come il primo ad essere stato creato dagli esperimenti genetici e lo indica non come salvatore ma come dannazione dell'umanità. Lui è il punto di origine della malattia e il contagio ha portato anche alla formazione di anomalie genetiche in alcune partorienti, le madri degli altri ibridi nati al di fuori di Fort Smith. L'Afflizione è quindi, come diceva Thacker, una punizione per aver disturbato il sonno degli antichi Dei. Jepperd cerca di convincere il ragazzo che la colpa risiede solo nell'arroganza dell'uomo e della sua bramosia di potere e pseudo-progresso. Nel mentre anche Abbott arriva a Fort Smith, e dopo aver ucciso il ragazzo-uccello, obbliga il suo prigioniero Bobby a portarlo da Jepperd per intimare una resa oppure sarà guerra. Jepperd decide che lui e Jacobs aspetteranno al paese il convoglio della milizia e lo affronteranno in un attacco suicida dando la possibilità di fuggire con la Jeep a Becky, Gus, Bobby e gli altri ibridi trovati ad Anchor Bay. La strada di fuga è una via secondaria che si dirama da quella principale che porta a Fort Smith. Abbott ha però previsto tutto e ha messo un convoglio a bloccare la strada alternativa, inoltre ha un asso nella manica ed è il figlio ibrido di Jepperd (ovvero Buddy), creduto morto durante gli ultimi scontri alla Riserva. Porta quindi i suoi ostaggi di fronte alla chiesa di Anchor Bay, dove si sono appostati i due ex-giocatori di hockey. Jacobs viene ucciso mentre si sacrifica eroicamente ma Jepperd rimane attonito quando Abbott gli mostra Buddy e Gus e gli chiede di arrendersi o altrimenti dovrà scegliere chi dei due veder morire. Sembra un'inevitabile sconfitta ma il gruppo della Milizia è attaccato dagli ibridi che vivevano nascosti nelle vicinanze e nella confusione hanno la peggio gli uomini di Abbott il quale però riesce a fuggire nella base e scendere nel piano inferiore dove si accede alla caverna con i sarcofaghi dei presunti Dei. Ha ancora come ostaggio Buddy e quindi Jepperd, anche se gravemente ferito, si getta all'inseguimento, non ha possibilità di sopraffare l'avversario e teme per l'incolumità del figlio. Furtivamente Gus li segue nella grotta con un'arma da fuoco e uccide Abbott senza esitare. Per Jepperd però è troppo tardi, ha perso molto sangue. Prima di morire chiede a Gus di prendersi cura di suo figlio ed esprime il suo sollievo per essere riuscito a metterli in salvo. Nel momento dell'ultimo respiro sente di essersi redento.

Gus in tarda età nell'epilogo dell'opera. Illustarazione di copertina per il volume "Vertigo Hits - Sweet Tooth TP6: Caccia grossa", di Jeff Lemire. Edizione italiana RW-Lion (2015).

Epilogo: nel capitolo finale dell'opera (il n. 40) si assiste agli eventi della vita di Gus fino alla sua morte sopraggiunta per vecchiaia. L'Afflizione porta il genere umano all'estinzione mentre aumentano gli ibridi, la nuova specie dominante del pianeta. Gus e il suo gruppo cominciano a radunarne quanti più possibili e formano una prima comunità autosufficiente in Nebraska, nei boschi dove Gus ha vissuto da bambino. Qui hanno modo di prosperare e anche lo stesso Golosone ha modo di avere dei figli (con Wendy) e poi di vedere la nascita dei nipoti. Un'ultima battaglia con gli uomini avviene per volontà di Buddy (figlio di Jepperd) che continua a covare rancore per l'umanità ma presto Gus lo convince a demordere e gli ultimi sopravvissuti della razza umana vengono accolti nel loro villaggio e assistiti fino all'inevitabile morte (ed estinzione). Gus, che ha scelto il perdono e la pace, insegna al suo popolo che non bisogna commettere gli errori di chi li ha preceduti. Bisogna imparare a vivere in armonia con la natura ma l'umanità aveva fallito e nella sua arroganza voleva ricreare gli Dei causando l'insorgere della pestilenza che l'ha distrutta. Non bisogna inoltre dimenticare che gli ibridi sono in parte umani e questo serve da monito in quanto potrebbero tornare a commettere gli stessi errori. Mentre i figli e nipoti di Gus cominciano a viaggiare esplorando il mondo, l'ormai anziano Uomo-Cervo muore a tarda età nella sua casa e poco prima di spirare intravede lo spirito di Jepperd che lo viene a prendere per mano. Come è successo all'inizio della storia, l'omone è arrivato per portarlo fuori dai boschi verso un orizzonte sconosciuto.

## Personaggi

Gus e Jepperd in viaggio verso la Riserva. Copertina variant del volume "Swett Tooth TP 1: Fuori dai guai", di Jeff Lemire. Edizione italiana RW-Lion (2012).

- Gus: protagonista della storia (appare in Sweet Tooth n. 1), è un bambino appartenente ad una nuova razza ibrida in parte umana in parte animale. Esternamente, oltre ad avere sembianze umanoidi, presenta tratti somatici di un cervo. Rispetto ad altri individui di questa nuova specie mantiene le facoltà cognitive e razionali della mente umana oltre ad avere un animo sensibile ed ingenuo. Ha infatti passato la sua infanzia in totale reclusione insieme al padre che gli ha evitato contatti con il mondo esterno e gli ha impartito una rigida educazione religiosa. Jeppard lo chiama Golosone in quanto è goloso di dolci, soprattutto barrette al cioccolato. Da questa caratteristica deriva anche il titolo della serie Sweet Tooth (dall'idioma inglese To have a sweet tooth, cioè -essere goloso di dolci-[11]). Gus ha solo nove anni, ma questo stravolge ogni teoria sull'origine dell'Afflizione, iniziata otto anni fa. Il dottor Sigh intuisce che gli ibridi non ne sono una conseguenza, ma la causa. A Fort Smith, base scientifica in Alaska, si trova il luogo natale di Gus e sulla sua cartella clinica la data di nascita è il 2 febbraio 2009[12].
- Tommy Jepperd: è un ex-giocatore di hockey dei Minnesota Wildcats e ha la reputazione di giocatore violento e poco attento al fair play[4]. Prima dell'Afflizione è sposato con Louise, un'artista di New York molto sensibile e diversa da lui[4]. I due conducono una vita serena in una villa di campagna nel Minnesota fino allo scoppio dell'epidemia. Tommy non riesce a proteggere la moglie incinta che gli viene strappata dalla milizia comandata da Abbot[4]. L'interesse nei confronti della donna deriva dal nascituro di natura ibrida su cui fare esperimenti. Louise muore di parto e il corpo ritorna a Tommy solo quando consegna Gus a Abbot. L'uomo soffre di sensi di colpa e percorre una strada di autodistruzione che lo porta alle soglie del suicidio[4].
- Dottor Singh: è un medico che si è laureato in India ed è arrivato negli USA prima dello scoppio dell'Afflizione[13]. A seguito della pandemia perde sia la moglie che il figlio[13]. Questo lo porta ad unirsi ai gruppi militari che controllano parte del paese, offrendo le sue conoscenze per trovare cura e causa della malattia che ha colpito l'intera umanità[13]. Ha la convinzione che la nuova razza di ibridi (immuni alla malattia) possa celare il segreto per sconfiggere l'Afflizione[13]. La sua ossessione e la pressione delle milizie lo portano ad eseguire esperimenti disumani su questi nuovi esseri, trattati come cavie da laboratorio[13]. Prima dell'Afflizione la sua laurea in medicina non era neppure ritenuta valida per praticare sul suolo americano, ma ora è considerato uno scienziato che può salvare la razza umana[13]. Quando scopre che Gus è nato prima dello scoppio dell'Afflizione e quindi non ne è un effetto crede di poter arrivare ad una risoluzione. Ritrovato il rifugio dove viveva con colui che pensava essere suo padre, scopre che si tratta di un agente della sicurezza di Fort Smith ad Anchor Bay (Alaska). Rimane affascinato dal libro scritto da quest'uomo fino ai suoi ultimi giorni di vita e che lui leggeva a Gus sostenendo che si trattasse della Bibbia. Il lato razionale di Sigh vacilla e comincia a dare valore alle interpretazioni pseudo-religiose riguardanti il destino dell'umanità. Indica Gus come il salvatore, a patto che ci sia un profeta che li riporti a casa e lo protegga dal Demone Bianco.
- Richard Fox: è colui che ha allevato Gus nei boschi del Nebraska, accudendolo fino ai suoi ultimi giorni di vita. Ha tenuto il bambino isolato e non gli ha mai rivelato la sua vera natura ed origine. Ha però scritto un libro dal titolo La Bibbia di Richard Faunin in cui spiega l'epidemia come una punizione divina e infarcisce il testo di parallelismo con il Vecchio e Nuovo Testamento, indicando in Gus il possibile salvatore per l'umanità. Ogni giorno legge al bambino dei passaggi dei suoi scritti e lo convince che lasciare il bosco significa andare incontro alle fiamme dalla dannazione. Predice che la sua dimora sarà profanata e bruciata (come avviene quando arrivano gli uomini di Abbott) e che ci sarà un nuovo profeta che dovrà portare il bambino dove tutto ha avuto origine (Sigh si identifica in questa figura). Inoltre avverte che bisogna proteggere Gus dal Demone Bianco. Nelle ultime pagine parla di un essere o divinità dal nome Tekkeitsertok. Stando ai documenti ritrovati vicino al suo rifugio (in quella che sosteneva essere la tomba della moglie), si scopre il suo vero nome e provenienza. Si tratta di un addetto alle pulizie stanziato a Fort Smith in Alaska. Allo scoppio dell'epidemia è sposato e la moglie è incinta, però muore così come tutti coloro che lavorano al centro ricerche. Decide di fuggire verso il Nebraska ma prima di partire prende un neonato con piccole corna di cervo (ovvero Gus) e lo porta con sé, ha bisogno di compensare la perdita della sua famiglia e vede nel piccolo una sorta di possibile nuovo salvatore per l'umanità.
- Dottor James Thacker: è un medico appassionato di Tassidermia appartenente ad una facoltosa famiglia inglese di inizio ventesimo secolo. Nel 1911 intraprende, a sue spese, un viaggio nella selvaggia Alaska alla ricerca del fidanzato della sorella. Il suo nome è Louise Simpson e si è imbarcato tempo prima in una missione religiosa per cristianizzare gli abitanti di quelle terre allora semi sconosciute. La spedizione di Thacker si rende necessaria dal momento che non se ne hanno più notizie e non arrivano più lettere alla sua promessa sposa. Arrivati sul posto scoprono che i missionari sono tutti morti, ma Louise è sopravvissuto. Oltre ad essersi unito ad un'indigena, aveva compiuto il sacrilegio di entrare nella grotta, dove vi erano i sarcofagi degli antichi Dei aprendo quello del Dio-Cervo. Come risultato la moglie ha partorito un bambino-cervo (come Gus) e con lui è iniziata una strana epidemia. Thacker, da medico, capisce il pericolo del diffondersi di un tale contagio e fa uccidere a sangue freddo ogni membro della tribù, compreso il piccolo ibrido, che viene gettato nella caverna e poi sigillata. Thacker e gli altri uomini della spedizione muoiono per la malattia riuscendo però a tempo a terminare il suo diario con gli ultimi avvenimenti. Tale manoscritto verrà ritrovato e in quel luogo, sopra la tomba degli antichi Dei viene costruito Fort Smith, casa natale di Gus.

## Realizzazione

Una fonte d'ispirazione per Sweet Tooth è stato il romanzo L'isola del Dr. Moreau di H. G. Wells. Illustrazione di Gabriel Rodriguez per la copertina dell'adattamento a fumetti della IDW. Edizione italiana Panini Comics (2020).

L'idea alla base dell'opera, sovviene a Lemire quando sta lavorando alla graphic novel The Nobody per l'etichetta Vertigo della DC. La storia prendeva spunto dal romanzo L'uomo invisibile di Herbert George Wells e di conseguenza l'attenzione dell'autore si è spostata verso un'altra opera di Wells; L'isola del Dottor Moreau che descrive l'esistenza di esseri ibridi umano/animali. Da tale presupposto nasce il personaggio principale di Sweet Tooth e cioè Gus, un ragazzino in gran parte umano ma che presenta tratti somatici di un cervo. Lo sfondo sul quale si muove la sua storia è quello di un futuro post-apocalittico per il quale Lemire si è ispirato alla serie di film Mad Max con Mel Gibson e (sul fronte fumettistico) ha tratto ispirazione dalla serie  Kamandi: The Last Boy on Earth di Jack Kirby, pubblicato nel 1972. Nell'opera del King of Comics si assiste ad un futuro post-apocalittico dove la civiltà umana è stata spazzata via dal Grande Disastro ed ora la Terra è popolata da animali antropomorfi. Non si può poi sottovalutare il successo riscosso da un fumetto della Image Comics quale The Walking Dead che in quegli anni stava scalando i vertici delle classifiche di vendita. Il fumetto di Robert Kirkman è ambientato in una realtà post-apocalittica dove un'epidemia zombie ha colpito gran parte della civiltà umana. La tendenza del mercato sembra quindi favorire scenari di questo tipo e tale fattore ha contribuito a dar il via libera all'opera di Jeff Lemire. Bisogna inoltre considerare che l'imprint Vertigo è reduce da anni in cui Karen Berger (con l'appoggio del Presidente Paul Levitz) sta rilanciando e dando nuovo vigore all'etichetta matura della DC Comics. Processo iniziato nel 2002 con il lancio di due storiche serie regolari quali Fables e Y: The Last Man di Brian Vaughan. L'autore realizza nel 2005 Pride Of Bagdad (per Vertigo), una delle graphic novel cardine degli anni duemila. A questa si uniscono altre opere innovative quali Air, Silverfish di David Lapham e la tragica epopea di Scalped di Jason Aaron, l'ucronica America di DMZ (del 2006) e il fantasy metaletterario The Unwritten di Mike Carey e Peter Gross. Sweet Tooth inizia da essere pubblicato alla fine di questa nuova ondata creativa della Vertigo ma il 2009 ne segna anche la fine in quanto è l'ultimo anno di presidenza di Levitz e con l'arrivo di Diane Nelson gli orizzonti editoriali mutano. Tra questa e la Berger nascono dissapori che portano la storica co-fondatrice dell'imprint a lasciare la DC e il suo ruolo di Senior Executive Editor nel 2013 (un anno dopo la conclusione di Sweet Tooth).
Il ruolo di editor della serie è inizialmente affidato a Bob Harras, affiancato poi da Pornsak Pichetshote. Ma dal n. 18 il curatore e principale editor dell'opera divine Mark Doyle che mantiene tale ruolo fino al termine della pubblicazione. Il rapporto lavorativo con Lemire è buono e la stima che Doyle nutre per l'autore canadese è evidente quando fonda nel 2018 il nuovo imprint DC Black Label, coadiuvato dal supporto del direttore creativo Jim Lee, figura di riferimento per il management del gruppo. La nuova etichetta, destinata a sostituire la defunta Vertigo, diventa il nuovo riferimento editoriale per le opere più autoriali della casa editrice. Tra gli autori/artisti di punta quali Frank Miller, Scott Snyder, Sean Murphy, Daniel Warren Johnson, Doyle, nel 2019, affida a Lemire due opere pubblicate come limited-series, una sul Joker (dal titolo Killer Smile) e l'altra sull'enigmatico The Question (dal titolo The Deaths of Vic Sage).

### Sequel
Nello stesso mese in cui viene diffusa la notizia dell'adattamento dell'opera a fumetti in serie televisiva, Lemire dichiara che è al lavoro su un sequel della serie a fumetti. L'annuncio avviene tramite un tweet datato 12 maggio 2020. Il testo è il seguente: "It's happening again, the candy bar you liked is going to come back in style". La frase riprende i celebri due tweet del regista David Lynch quando il 3 e il 6 ottobre 2014 aveva annunciato la produzione ufficiale di una nuova stagione televisiva (la terza) delle serie cult Twin Peaks, la cui second season era terminata nel 1991. Il pluripremiato cineasta aveva dichiarato: "That gum you like is going to come back in style...it's happening again".

## Distribuzione
La serie viene distribuita a partire dal 2 settembre 2009 dall'etichetta Vertigo, imprint dedicato a pubblicazioni per una fascia di età più adulta rispetto a quella mediamente interessata ai fumetti dei supereroi DC. L'opera è infatti consigliata ad un pubblico maturo e non rientra tra le pubblicazioni mainstream della DC Comics. Per cercare di attirare i lettori, il primo numero viene venduto al prezzo ridotto di $1,00 (un dollaro) mentre le altre serie e miniserie Vertigo avevano mediamente un prezzo di $2,99 (due dollari e novantanove centesimi). Inoltre all'interno del n. 37 della serie regolare mensile Jack of Fables viene offerta una preview gratuita del numero di debutto di Sweet Tooth. Lo stesso mese in cui la Vertigo lancia Sweet Tooth, non offre altre nuove serie o miniserie ma invece annuncia l'uscita di una graphic novel originale di Kevin Baker dal titolo Luna Park.

## Edizione italiana

Copertina della raccolta "Sweet Tooth - Fuori dalla Foresta", il primo volume della seconda edizione dell'opera. Disegno di Jeff Lemire. Edizione italiana © 2021 Panini S.p.A.

La prima edizione italiana è curata dalla RW Edizioni che pubblica l'intera opera in volumi 6 brossurati tra il 2012 e il 2015.  I volumi sono sei e riprendono il formato e le pagine della versione statunitense in trade paperback e sono distribuiti per l'etichetta Lion Comics della RW.
Nel 2020 i diritti per la pubblicazione della maggior parte delle pubblicazioni DC Comics passa alla Panini Comics che già detiene i diritti dei titoli Marvel Comics. Nel 2021 in occasione dell'uscita sulla piattaforma streaming a pagamento Netflix della serie televisiva, viene proposta dall'editore modenese una nuova edizione. Il primo volume dal titolo Sweet Tooth Volume 1 - Fuori dalla foresta viene distribuito il 29 aprile 2021 a distanza di poco più di un mese dalla première della serie tv. Questa nuova edizione è presentata con il logo dell'etichetta DC Black Label, anche se sul sito Panini viene presentata come la «prima amatissima serie Vertigo di Jeff Lemire (autore di Essex County!)».
Per il mese di giugno 2021 viene inoltre annunciata l'edizione italiana della serie sequel/remake Sweet Tooth - Il ritorno, dello stesso Lemire. L'opera è proposta in versione cartonata di 152 pagine. Lo stesso mese esce il secondo volume brossurato dell'opera originale dal titolo Sweet Tooth Volume 2 - In cattività, contenente gli albi dal numero sei all'undici.

## Altri media
Nel maggio 2020 Netflix ordinò una serie televisiva basata sul fumetto e sviluppata da Jim Mickle e Beth Schwartz, che figurano anche come produttori esecutivi insieme a Robert Downey Jr., Susan Downey, Amanda Burrell e Linda Moran. La serie debutterà il 4 giugno 2021.